# エーバーバッハ - ハーナウ線
エーバーバッハ - ハーナウ線（エーバーバッハ ハーナウせん、ドイツ語: Bahnstrecke Eberbach–Hanau）はドイツ連邦共和国バーデン＝ヴュルテンベルク州エーバーバッハとヘッセン州ハーナウを結ぶ単線の幹線鉄道で、ヘッセン州南部におけるオーデンヴァルトを貫通する。この路線はダルムシュタット - グロースウムシュタット線と共にヘッセンオーデンヴァルト鉄道（Hessische Odenwaldbahn）とも呼ばれる。

## 歴史
1860年代オーデンヴァルト地域の鉄道経路については激しい論議があった。ヘッセン大公国の中心地ダルムシュタット市はラインハイム・ブレンスバッハを経由してミュムリング川に至る鉄道路線を希望した。他の立場はフランクフルトとディーブルクとの経路の選択・支持であった。折衷案としてエーバーバッハ - ハーナウ間の鉄道およびヴィーベルスバッハで分岐してダルムシュタットに至る鉄道がそれぞれ採択された。1868年4月4日にヘッセンルトヴィヒ鉄道（Hessische Ludwigsbahn, HLB）はヘッセン大公国政府から建設許可を獲得して、建設費は400万ターラー以上の公国公債で調達された。
建設工事は1868年夏に開始されて、同年9月に全長1205 mのフラウナウゼーストンネルは着工された。ダルムシュタット - ヴィーベルスバッハ間が開通された後に、1871年12月24日にエルバッハ - ヴィーベルスバッハ＝ホイバッハ（現在グロースウムシュタット・ヴィーベルスバッハ駅）間は開業された。グロースウムシュタット - バーベンハウゼン間は1870年6月29日に、ヴィーベルスバッハ - グロースウムシュタット間は同年12月27日にそれぞれ開通された。1882年5月1日にバーベンハウゼン - ハーナウ間は開通されたことで、この路線はラインマイン鉄道と交差することとなった。
1874年2月19日にバーデン大公国とヘッセン大公国の条約で経路が確定されて、1875年8月3日にHLBはエーバーバッハ - エルバッハ間建設に関する、ヘッセン大公国の新たな許可を獲得した。その区間にはマイン川とネッカー川の分水界のためトンネル、高架橋、最大1:70の斜面は必要となった。ヘッツバッハ - エルバッハ間およびクレーベルクトンネルの工事現場までの区間は1882年3月1日に開通された。同年5月1日にカイルバッハ - ヘッツバッハ間およびクレーベルクトンネルの工事は完了し。最後にエーバーバッハ - カイルバッハ間は1882年5月27日に旅客輸送向けに、5日後に貨物輸送向けにそれぞれ開業されて、オーデンヴァルト鉄道の全線は運行可能となった。本来の計画は、1879年にネッカーゲミュント - バート・フリードルヒスハル間が開通された同時にオーデンヴァルト鉄道を完全に開通することであったが、同時開通はHLBの資金事情のため実行できなかった。
1904年5月にベエルフィルデン線はベエルフェルデン＝ヘッツバッハ駅でこの路線と連結された。1912年12月にホェヒスト - アシャッフェンブルク線の開通でホェヒスト駅は乗り換え駅となった。1914年8月1日付に腕木式信号機（Formsignal）はエーバーバッハ - ハーナウ間に設置された。
第二次世界大戦の終戦後、クラウスマッファイ製65形蒸気機関車はオーデンヴァルト鉄道に投入された。貨物運送の場合、ドイツ国営鉄道50形蒸気機関車は主に運行された。1970年より蒸気機関車は212形ディーゼル機関車に置き換えられて、多くの場合プッシュプル方式で客車を牽引した。1990年代に628形気動車は投入された。
2001年、ドイツ鉄道は貨物列車の運行を終了した。バーデン＝ヴュルテンベルク州当局がオーディオ鉄道運行に関心を示さなかった後に、フランクフルト - シュトゥットガルト間の急行列車運行は2004年12月に中止された。2005年にオーデンヴァルト鉄道の施設物は相当な資金で改築・修繕された。最高速度は120 km/hまで上昇して、既存の腕木式信号機は色灯式信号機に置き換えられて、信号機はグロースウムシュタット・ヴィーベルスバッハ駅の中央運転指令所で統制されることとなった。2005年12月11日の定期時刻表変更の以降、旅客輸送は私鉄VIASにより運営されている。

## 運行形態
この路線はライン＝マイン運輸連合（Rhein-Main-Verkehrsverbund, RMV）の運賃制適用区間である。
- 普通列車（RB 82）: （エーバーバッハ - カイルバッハ - ショェレンバッハ - ベエルフェルデン＝ヘッツバッハ -）エルバッハ - エルバッハ北駅 - ミシェルシュタット - ツェレ - バートケーニヒ - ミュムリング・グルムバッハ - ホェヒスト - ヘチュバッハ - ヴィーベルスバッハ - ラインハイム - ダルムシュタット北駅 - フランクフルト。60分/120分ごとに運行[16]。
- 普通列車（RB 86）: ヴィーベルスバッハ - グロースウムシュタット中駅 - クラインムシュタット - ランシュタット - バーベンハウゼン - ゼーリゲンシュタット - ハインブルク＝ハインシュタット - クラインアウハイム - ハーナウ。60分ごとに運行[17]。